# 八女市
八女市（やめし）は、福岡県の南部にある市。筑後経済圏に属する。1954年（昭和29年）市制施行。

## 市勢
- 面積：482.44km2
- 人口：62,012人（2018年10月1日八女市統計）
- 世帯数：24,758世帯（2017年9月末八女市統計）
- 人口密度：129人/km2

## 地形

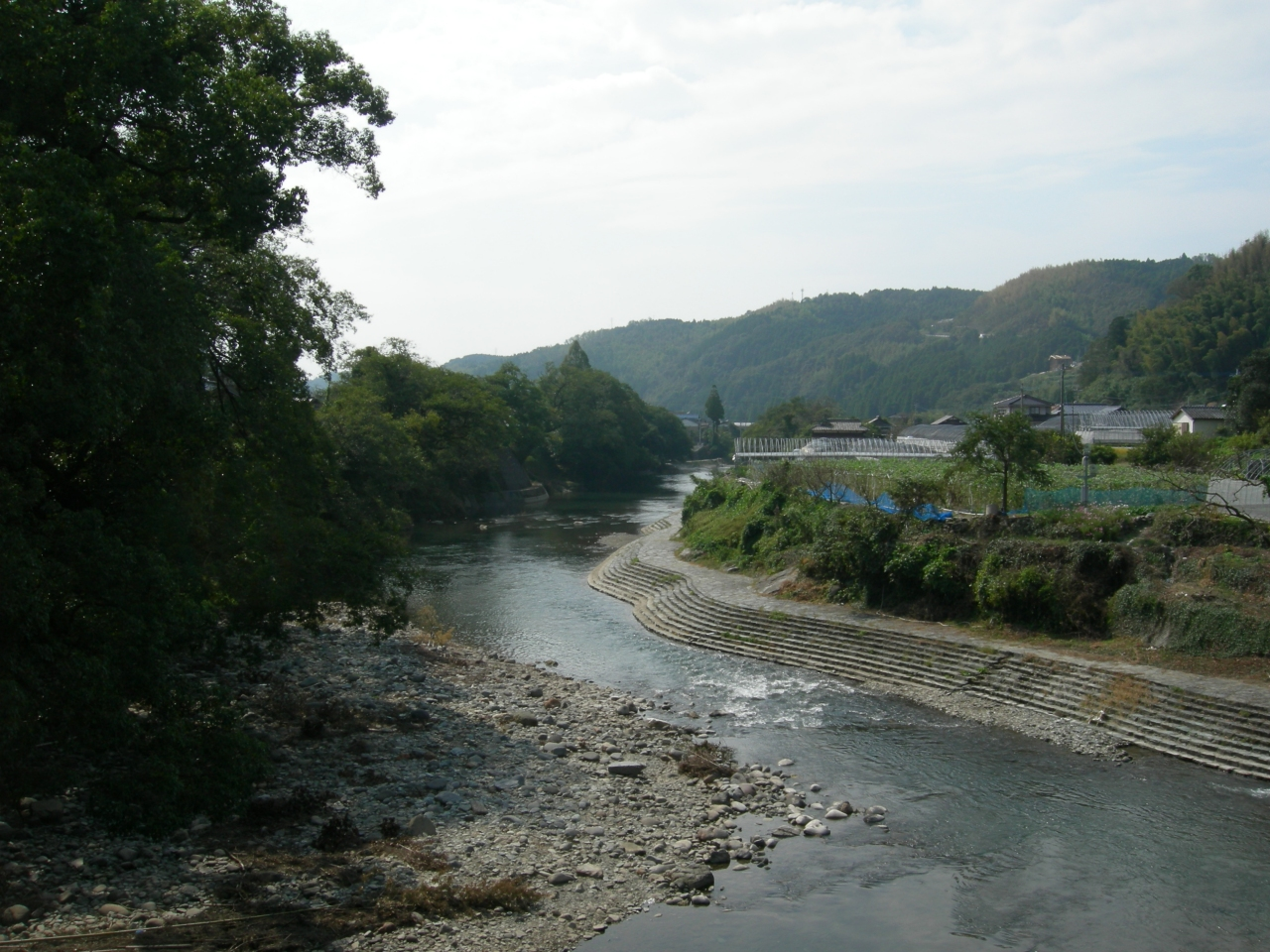
星野川（八女市上陽町）

山
- 筑肥山地
- 耳納山地
- 釈迦岳、御前岳

峠
- 小栗峠
- 合瀬耳納峠
- かんかけ峠

河川
- 矢部川、星野川

## 地理

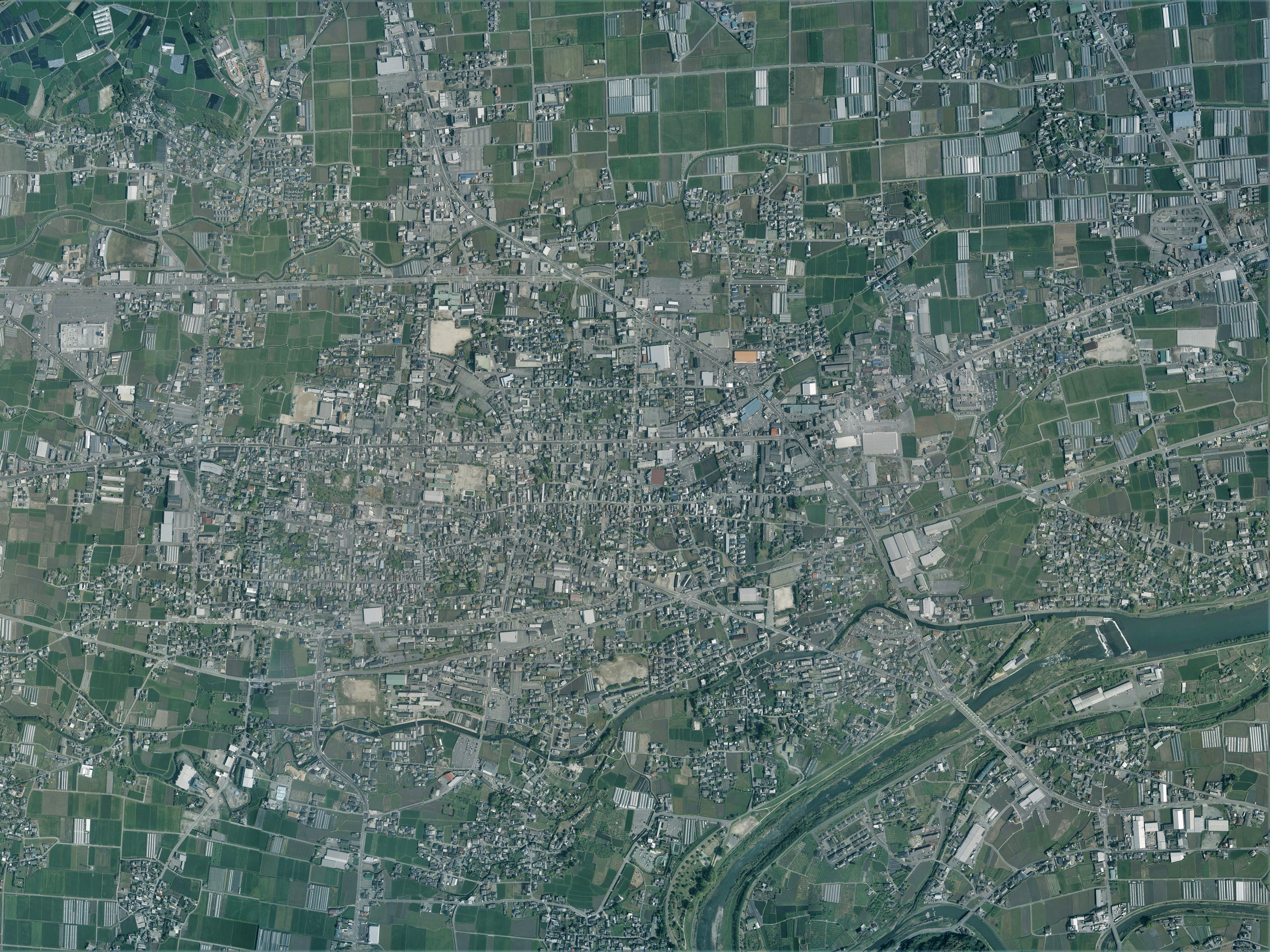
八女市中心部周辺の空中写真。
2010年4月29日撮影の11枚を合成作成。。

### 概要
山間部は、大分県と境を接する。県境に位置する三国山（筑肥山地）から流れ出る矢部川は日本最大の干潟を有する有明海に注ぎ、有明海の生態系を担う重要な河川の一つとなっている。また地形的にみると、矢部川の支流 星野川と合流する地点より西側に開けた扇状地、北を広川丘陵、東を八女山地、南を筑肥山地に囲まれ盆地的地形を有している土地である。森林セラピー基地認定地域。
筑紫国の一部として古くから人の定住が見られ、縄文時代から弥生時代にかけての遺跡が多数発見され、北側の丘陵部分を中心に300基ともいわれる古墳群がある。さらに邪馬台国論争でも、九州説では福岡県山門郡（八女市の南西で隣接）説を有力視する声もあるが、邪馬台国が有明海～筑後川～矢部川を挟む一帯に存在し、八女も含まれたとする説もある。
八女地方における古代国家の成立を証明する史実は527年、大和朝廷に対抗して筑紫君磐井が起こした反乱（いわゆる「磐井の乱」）は、大化の改新（645年）以前の最大の内戦であった。磐井の墓とされる八女市北部にある岩戸山古墳は北部九州最大の前方後円墳であり、阿蘇山の噴火による凝灰岩を用いた石人石馬の出土で名高い。
八女市は江戸時代に筑後米として名を馳せた米はもちろん、小麦やブランドの八女茶、果物（ミカン、巨峰、ナシ、モモ、キウイなど）電照菊を中心にした農芸都市である。
昭和初期には、国内印象派の先駆けとされる久留米市出身で洋画家の坂本繁二郎が留学先のフランスから帰国し、八女郡福島町（現：八女市）に移住した。ジャン＝フランソワ・ミレーに代表される風景画家たちが集まったフランスの北央部に在るバルビゾン村を邂逅し、八女の風土景観を「東洋のバルビゾン」と称した。
第二次世界大戦中1943年（昭和18年）、政府企画院は岡山県邑久郡行幸村（現在の岡山県瀬戸内市）中心地区、朝鮮京城府（現在の韓国ソウル特別市）周辺地区と並んで八女郡福島町中心地区を遷都の候補地とした。混乱の中での遷都案とはいえ、八女が「天災地変少なき土地」、「冬季寒気厳しからず夏季暑気甚しからざる土地」、「地形平潤にして高燥、風光明媚なる土地」、「諸物資豊富なる土地」といった条件をクリアする土地だと判断されたことからも、八女地域の恵まれた自然条件を示すことをうかがえる。
他方、地域産業に目を向けると太平の世が続いた江戸時代、日本国内では農産物やそれを加工した商業活動による商業資本の増大を招き、手工業（伝統工芸）への投資基盤を形作っていく。
近世の八女地方でも、矢部川の扇状地付近にある手漉き和紙製造所や久留米絣織元、中心部の福島町にはそれを高度化した加工所（提灯製造、仏壇製造、和傘製造）や産地流通問屋があり、現在も昔ながらの町家に手工業者が工房を連ねている。
とくに「八女の和紙」は九州最古の歴史を持ち、奈良時代　正倉院に収められた断簡の中に「チクゴ」の名が記された和紙が遺り、遣隋使・遣唐使によって伝えられたであろう歴史を持つ。
八女ではこの和紙を中心に産業が多様化し、近世に始まる提灯・仏壇、和傘などいった多様な手工業が江戸時代に産業として整い、現在も綿々と受け継がれている。（和傘は隣の久留米市城島町に１軒残るのみ）また阿蘇の凝灰岩を使った石灯籠（八女石灯篭）も中世から始まったとされる。
従って、これらの伝統工芸産業に携わる職人も多く、裾野を広げれば約1万人ほど従事している。
現在、八女市は九州における伝統工芸産業の集積地となっており、伝統工芸品の総生産額でも九州では最大規模である。

### 気候
| 黒木（1991年 - 2020年）の気候      | 黒木（1991年 - 2020年）の気候 | 黒木（1991年 - 2020年）の気候 | 黒木（1991年 - 2020年）の気候 | 黒木（1991年 - 2020年）の気候 | 黒木（1991年 - 2020年）の気候 | 黒木（1991年 - 2020年）の気候 | 黒木（1991年 - 2020年）の気候 | 黒木（1991年 - 2020年）の気候 | 黒木（1991年 - 2020年）の気候 | 黒木（1991年 - 2020年）の気候 | 黒木（1991年 - 2020年）の気候 | 黒木（1991年 - 2020年）の気候 | 黒木（1991年 - 2020年）の気候 |
| 月                                 | 1月                           | 2月                           | 3月                           | 4月                           | 5月                           | 6月                           | 7月                           | 8月                           | 9月                           | 10月                          | 11月                          | 12月                          | 年                            |
| ---------------------------------- | ----------------------------- | ----------------------------- | ----------------------------- | ----------------------------- | ----------------------------- | ----------------------------- | ----------------------------- | ----------------------------- | ----------------------------- | ----------------------------- | ----------------------------- | ----------------------------- | ----------------------------- |
| 最高気温記録 °C （°F）             | 20.9 (69.6)                   | 23.3 (73.9)                   | 25.3 (77.5)                   | 30.8 (87.4)                   | 34.8 (94.6)                   | 36.3 (97.3)                   | 39.2 (102.6)                  | 38.7 (101.7)                  | 37.4 (99.3)                   | 32.6 (90.7)                   | 29.1 (84.4)                   | 23.9 (75)                     | 39.2 (102.6)                  |
| 平均最高気温 °C （°F）             | 9.4 (48.9)                    | 11.2 (52.2)                   | 14.9 (58.8)                   | 20.4 (68.7)                   | 25.2 (77.4)                   | 27.4 (81.3)                   | 31.0 (87.8)                   | 32.4 (90.3)                   | 28.9 (84)                     | 23.7 (74.7)                   | 17.7 (63.9)                   | 11.6 (52.9)                   | 21.2 (70.2)                   |
| 日平均気温 °C （°F）               | 4.1 (39.4)                    | 5.4 (41.7)                    | 8.8 (47.8)                    | 13.9 (57)                     | 18.7 (65.7)                   | 22.3 (72.1)                   | 26.0 (78.8)                   | 26.7 (80.1)                   | 23.2 (73.8)                   | 17.5 (63.5)                   | 11.7 (53.1)                   | 6.1 (43)                      | 15.4 (59.7)                   |
| 平均最低気温 °C （°F）             | −0.5 (31.1)                   | 0.3 (32.5)                    | 3.3 (37.9)                    | 7.8 (46)                      | 12.7 (54.9)                   | 18.0 (64.4)                   | 22.3 (72.1)                   | 22.5 (72.5)                   | 18.8 (65.8)                   | 12.5 (54.5)                   | 6.6 (43.9)                    | 1.4 (34.5)                    | 10.5 (50.9)                   |
| 最低気温記録 °C （°F）             | −7.9 (17.8)                   | −7.4 (18.7)                   | −5.1 (22.8)                   | −2.6 (27.3)                   | 3.9 (39)                      | 7.3 (45.1)                    | 13.5 (56.3)                   | 14.0 (57.2)                   | 6.2 (43.2)                    | 0.9 (33.6)                    | −2.2 (28)                     | −5.5 (22.1)                   | −7.9 (17.8)                   |
| 降水量 mm （inch）                 | 59.0 (2.323)                  | 83.3 (3.28)                   | 129.9 (5.114)                 | 151.7 (5.972)                 | 183.8 (7.236)                 | 388.5 (15.295)                | 414.3 (16.311)                | 227.1 (8.941)                 | 182.2 (7.173)                 | 86.7 (3.413)                  | 87.2 (3.433)                  | 64.6 (2.543)                  | 2,058.1 (81.028)              |
| 平均降水日数 （≥1.0 mm）           | 8.6                           | 8.8                           | 11.0                          | 10.5                          | 9.7                           | 13.9                          | 13.7                          | 11.1                          | 9.8                           | 6.7                           | 8.1                           | 8.3                           | 120.2                         |
| 平均月間日照時間                   | 116.8                         | 129.7                         | 162.0                         | 183.1                         | 192.9                         | 121.8                         | 161.9                         | 197.3                         | 166.9                         | 177.2                         | 143.4                         | 124.3                         | 1,877.4                       |
| 出典1：Japan Meteorological Agency |                               |                               |                               |                               |                               |                               |                               |                               |                               |                               |                               |                               |                               |
| 出典2：気象庁                      |                               |                               |                               |                               |                               |                               |                               |                               |                               |                               |                               |                               |                               |

### 地名
- 稲富(旧福島町)
- 本町(旧福島町)
- 本村(旧福島町)
- 緒玉(旧三河村)
- 酒井田(旧三河村)
- 高塚(旧三河村)
- 光(旧三河村)
- 宮野(旧三河村)
- 柳瀬(旧三河村)
- 矢原(旧三河村)
- 祈祷院(旧上妻村)
- 津江(旧上妻村)
- 納楚(旧上妻村)
- 馬場(旧上妻村)
- 平田(旧上妻村)
- 岩崎(旧長峰村)
- 大島(旧長峰村)
- 宅間田(旧長峰村)
- 豊福(旧長峰村)
- 吉田(旧長峰村)
- 川犬(旧八幡村)
- 国武(旧八幡村)
- 新庄(旧八幡村)
- 平(旧八幡村)
- 山内(旧川崎村)
- 長野(旧川崎村)
- 北田形(旧川崎村)
- 柳島(旧川崎村)
- 井延(旧忠見村)
- 黒土(旧忠見村)
- 大篭(旧忠見村)
- 忠見(旧忠見村)
- 本(旧忠見村)
- 鵜池(旧岡山村)
- 蒲原(旧岡山村)
- 亀甲(旧岡山村)
- 今福(旧岡山村)
- 室岡(旧岡山村)
- 前古賀(旧岡山村)
- 立野(旧岡山村)
- 竜ヶ原(旧岡山村。1950年、室岡・亀甲・蒲原・今福より発足)

平成の大合併で八女市になった地区は、星野村を除き、旧町村名を従来の大字の前に冠している。星野村は合併前は大字が設置されていなかったため、全域をもって「星野村」なる字となった。
黒木町
- 今
- 黒木
- 桑原
- 田本(旧豊岡村)
- 本分(旧豊岡村)
- 湯辺田(旧豊岡村)
- 鹿子生(旧串毛村)
- 田代(旧串毛村)
- 土窪(旧串毛村)
- 笠原(旧笠原村)
- 大渕(旧大渕村)
- 北大渕(旧大渕村)
- 北木屋(旧木屋村)
- 木屋(旧木屋村)

立花町
- 兼松(旧光友村)
- 田形(旧光友村)
- 谷川(旧光友村)
- 原島(旧光友村)
- 山崎(旧光友村)
- 遠久谷(旧光友村。1946年、串毛村鹿子生より編入。)
- 白木(旧白木村)
- 上辺春(旧辺春村)
- 下辺春(旧辺春村)
- 北山(旧北山村)

上陽町
- 北川内(旧北川内町)
- 久木原(旧北川内町)
- 上横山(旧横山村)
- 下横山(旧横山村)

矢部村
- 北矢部
- 矢部

星野村
前述の通り全域が「八女市星野村」となった。

## 隣接している自治体

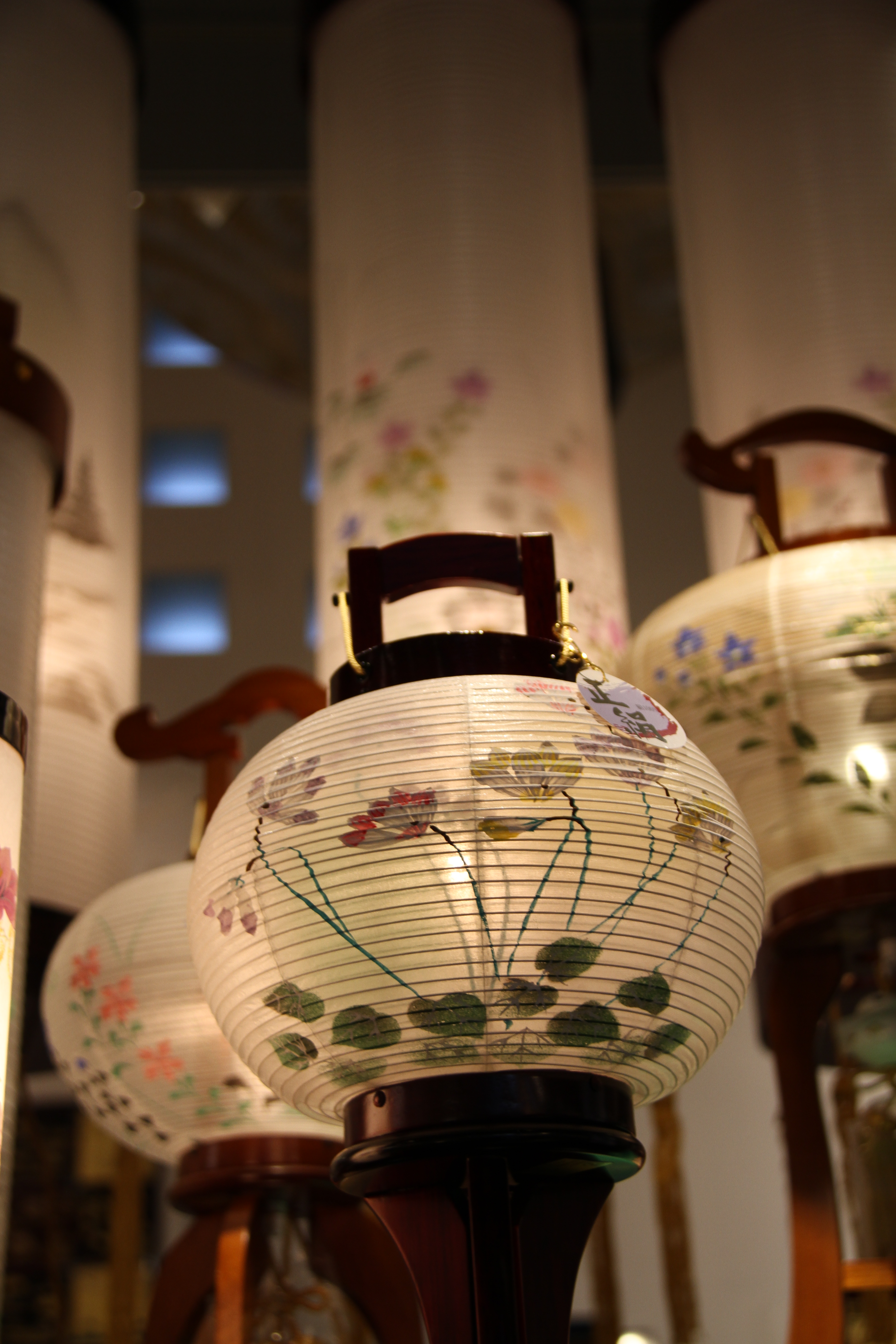
八女盆提灯

福岡県
久留米市、筑後市、うきは市、みやま市、八女郡広川町
熊本県
山鹿市、玉名郡和水町
大分県
日田市

## 歴史
中心部の平地では戦国時代、蒲池氏の領地で、蒲池親広にはじまる蒲池庶流の上蒲池の支配地であった。安土桃山時代以降、豊臣秀吉の九州平定により筑紫広門が領主として封され、平地に築いた平城として初見され、八女市福島村の中心部に城郭を築いた。関ヶ原の戦い以後、石田三成捕縛の戦功により福島城は筑後32万石領主田中氏により三重掘三層天守の筑後地区最大級の平城として改築された。1615年　江戸幕府の一国一城令の発布により福島城は破却されたが、江戸時代の始めに形成された城下町の町人地部分は残り、後に久留米藩内で最大級の在郷の商家町として発展した。現在も町割等に城下町として計画された町の歴史を良く伝え、街路に沿って塗屋造の町家を中心に江戸時代から近代にかけての伝統的建造物が連たんして残っている。市の北部には1500年前の北部九州最大の豪族筑紫の君磐井の墓岩戸山古墳がある。戦時中の1943年には旧・福島町が首都遷都の候補地に挙がっていた。

### 近現代

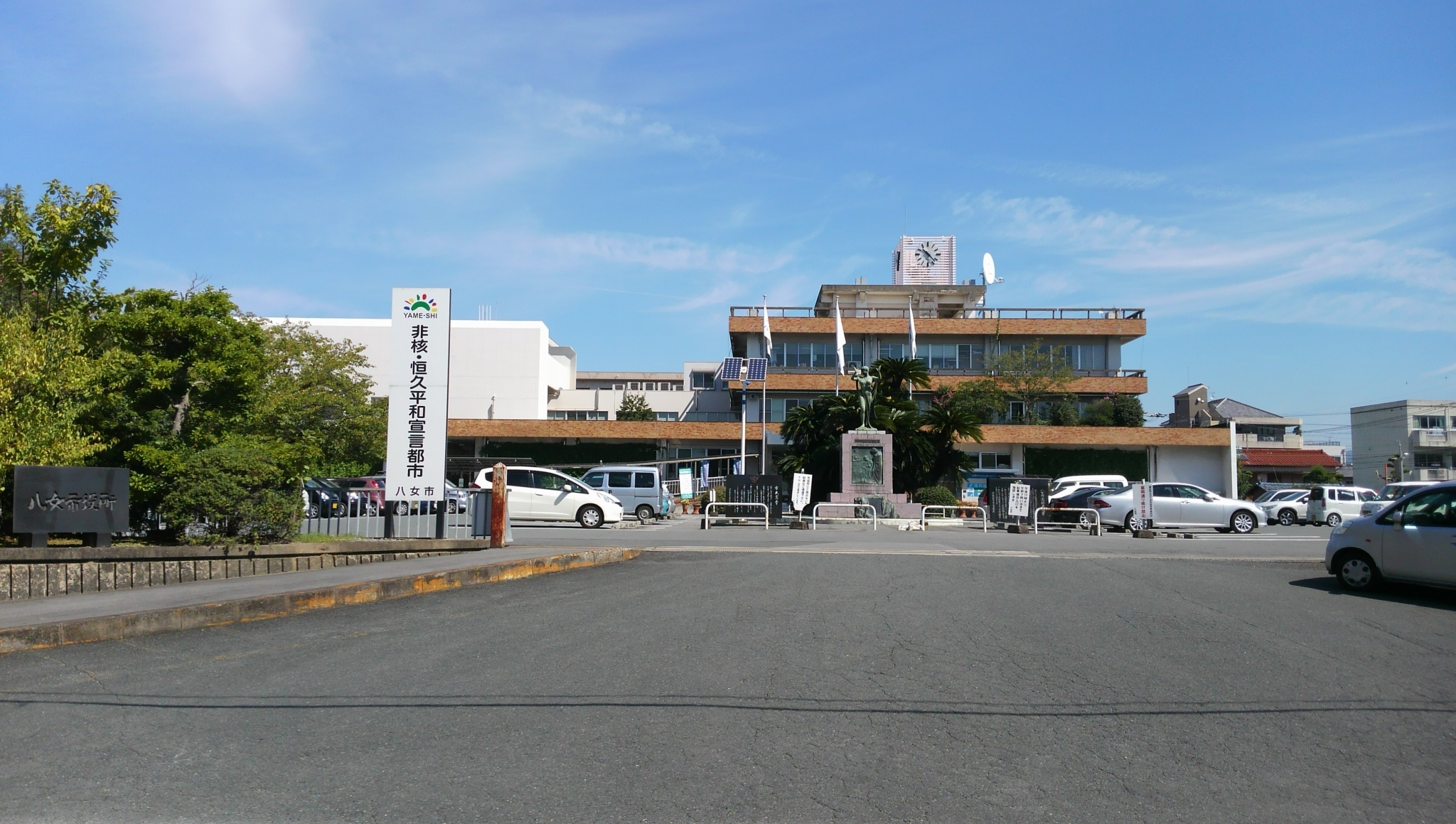
旧八女市役所庁舎

- 1889年（明治22年）4月1日 - 上妻郡福島町・福島村・稲富村が合併して上妻郡福島町が発足。
- 1896年（明治29年）4月1日 - 上妻郡・下妻郡が統合して八女郡福島町となる[5]。
- 1951年（昭和26年）4月1日 - 八女郡福島町・長峰村・三河村・八幡村・上妻村が対等合併。新町制による福島町が発足。
- 1954年（昭和29年）4月1日 - 福島町が八女郡川崎村・忠見村・岡山村の大部分（大字前津、大字長浜は筑後市へ編入）を編入。市制施行。福島市として手続きしたが、福島県福島市と同名になるため、即日改称。当初は「筑後福島市」となる予定であったが、羽犬塚を中心とする「筑後市」と隣接して紛らわしいこと、字数が長いことなどが考慮され、「八女市」と決定した経緯がある。その際、旧福島町民からは強い反発があったが、合併協議会執行部や有識者らが住民を熱心に説得したという。
- 2006年（平成18年）10月1日 - 八女郡上陽町を編入。
- 2010年（平成22年）2月1日 - 八女郡黒木町・立花町・矢部村・星野村を編入。
- 2012年（平成24年）7月14日 - 九州北部豪雨により、星野村、黒木町を中心に甚大な被害を受ける。
- 2018年（平成28年）11月 - 八女上陽まつり（全日本きんま選手権）が開幕。
- 2024年（令和6年）5月7日 - 市役所新庁舎に移転[6]。

### 平成の大合併
- 筑後市、広川町との任意合併協議会を設置して協議されたが、2004年に打ち切られる形で協議会は解散。2005年に上陽町と法定合併協議会を設置し、2006年10月1日に上陽町を編入した。
- 2007年11月5日、八女市と周辺4町村（黒木町、立花町、星野村、矢部村）の各議会は臨時議会を開き、八女市への編入合併を前提とした法定協議会の設置議案をそれぞれ可決。5市町村の首長らによる法定協で、合併新法期限前の2010年2月1日に合併することが議決された。この時点に於いて合併後の人口はおよそ7.1万人の見込み。面積はおよそ482.53km2（5市町村の単純合算）となり、北九州市（487.71km2）に匹敵する県内面積第2位の市となる。
- 2008年11月5日　上記編入合併が官報告示。

### 歴代市長
| 代    | 氏名       | 就任年月日     | 退任年月日     | 備考                          |
| ----- | ---------- | -------------- | -------------- | ----------------------------- |
| 1     | 中島一之   | 1954年4月1日   | 1955年4月9日   | 374日                         |
| 2     | 服部寅雄   | 1955年5月1日   | 1959年4月30日  | 1期                           |
| 3     | 主計貞二   | 1959年5月1日   | 1963年4月30日  | 1期                           |
| 4     | 末金偆一   | 1963年5月1日   | 1964年12月21日 | 601日                         |
| 5-6   | 牛島節二   | 1965年1月30日  | 1973年1月29日  | 2期                           |
| 7     | 主計貞二   | 1973年1月30日  | 1977年1月29日  | 1期                           |
| 8-11  | 斉藤清美   | 1977年1月30日  | 1993年1月29日  | 4期                           |
| 12-15 | 野田国義   | 1993年1月30日  | 2008年9月30日  | 4期途中で衆院選出馬のため辞職 |
| 16-19 | 三田村統之 | 2008年11月16日 | 2024年11月15日 | 4期                           |
| 20    | 簑原悠太朗 | 2024年11月16日 | 現職           |                               |

## 行政

### 市長
- 簑原悠太朗（1期目）
- 任期：2028年11月15日

### 市議会
- 定数：22人
- 任期：2023年5月9日

### 支所
黒木、立花、上陽、矢部、星野（旧各町村役場）

### 市歌など
『八女市歌』
作詞：岡本淳三、作曲：佐藤禎治
イメージソング『愛の棲む街』
作詞：安部俊幸、作曲：姫野達也、歌：THE ALWAYS
応援ソング『希望のふるさと』
作詞・作曲：ダニー馬場
八女市上陽町イメージソング『上陽マイホームタウン』
作詞・作曲：後藤悦次郎、歌：TSU-BA-SA

### マスコットキャラクター
- みどりちゃん[7]

元々は合併した上陽町のマスコットキャラクターだった。
- はちひめ[7]

### 消防
- 八女地区消防組合
  - 八女消防署
    - 立花分署
    - 上陽分署

  - 八女東消防署
    - 星野分署
    - 矢部分署

### 警察
- 福岡県警察八女警察署

### 県の機関
- 八女総合庁舎
  - 八女県土整備事務所
  - 南筑後保健福祉環境事務所分庁舎
- 農業総合試験場八女分場
- 県立ふれあいの家南筑後

### 国の機関
- 八女公共職業安定所（ハローワーク八女）
- 八女労働基準監督署
- 福岡法務局八女支局
- 福岡地方裁判所八女支部
- 福岡家庭裁判所八女支部
- 八女簡易裁判所
- 福岡地方検察庁八女支部
- 福岡国税局八女税務署

## 人口
| |                                        |  |
| 八女市と全国の年齢別人口分布（2005年） | 八女市の年齢・男女別人口分布（2005年） |  |
| ■紫色 ― 八女市 ■緑色 ― 日本全国 | ■青色 ― 男性 ■赤色 ― 女性              |  |
| 八女市（に相当する地域）の人口の推移 \| 1970年（昭和45年） \| 88,888人 \| \| \| 1975年（昭和50年） \| 85,736人 \| \| \| 1980年（昭和55年） \| 85,078人 \| \| \| 1985年（昭和60年） \| 84,556人 \| \| \| 1990年（平成2年） \| 81,895人 \| \| \| 1995年（平成7年） \| 79,492人 \| \| \| 2000年（平成12年） \| 76,689人 \| \| \| 2005年（平成17年） \| 73,262人 \| \| \| 2010年（平成22年） \| 69,057人 \| \| \| 2015年（平成27年） \| 64,408人 \| \| \| 2020年（令和2年） \| 60,608人 \| \| |                                        |  |
| 総務省統計局 国勢調査より |                                        |  |
| 1970年（昭和45年） | 88,888人                               |  |
| 1975年（昭和50年） | 85,736人                               |  |
| 1980年（昭和55年） | 85,078人                               |  |
| 1985年（昭和60年） | 84,556人                               |  |
| 1990年（平成2年） | 81,895人                               |  |
| 1995年（平成7年） | 79,492人                               |  |
| 2000年（平成12年） | 76,689人                               |  |
| 2005年（平成17年） | 73,262人                               |  |
| 2010年（平成22年） | 69,057人                               |  |
| 2015年（平成27年） | 64,408人                               |  |
| 2020年（令和2年） | 60,608人                               |  |

## 教育

### 高等学校

#### 公立
- 福岡県立福島高等学校
- 福岡県立八女農業高等学校

#### 私立
- 西日本短期大学附属高等学校
- 八女学院高等学校

### 中等教育学校
- 福岡県立輝翔館中等教育学校

### 義務教育学校
- 八女市立上陽北汭学園
- 八女市立矢部清流学園
- 八女市立みさき学園

### 中学校

#### 公立
- 八女市立福島中学校
- 八女市立南中学校
- 八女市立西中学校
- 八女市立黒木中学校
- 八女市立立花中学校
- 八女市立筑南中学校
- 八女市立星野中学校

#### 私立
八女学院中学校

### 小学校
太字の学校は標準服の着用が義務付けられている。
- 八女市立福島小学校
- 八女市立岡山小学校
- 八女市立八幡小学校
- 八女市立三河小学校
- 八女市立上妻小学校
- 八女市立長峰小学校
- 八女市立黒木小学校
- 八女市立黒木西小学校
- 八女市立立花小学校
- 八女市立筑南小学校
- 八女市立星野小学校

## 産業

### 特産
- 九州最大の河川・筑後川、清流・矢部川の二つの河川に挟まれた土地を背景に米、麦を中心に様々な園芸作物が収穫される。
- 河川の氾濫等で発生した肥沃な土壌と豊富な水資源・なだらかな山々が織りなす気候風土により、古代から自然の恩恵を享受できた土地の一つである。
- 江戸時代中期 八女市中心部の福島地区にいた商人達（福島商人）は米の余剰益を当時の文明の最先端であった伝統工芸に注ぎ込み、地域的に醸成させていった。現在、伝統工芸において九州最大の集積産地であり、総生産額としても九州最大規模を誇る。
- 九州における和紙の発祥地 → 八女和紙
- 九州における仏壇の発祥地 → 八女福島仏壇
- 提灯の生産量日本一（2011年現在） → 八女提灯
- 茶（八女茶）の産地。(八女郡を含み玉露生産額が日本一であるため、茶の平均単価が日本一高い。ちなみに日本茶生産量の3％を占める。)
- 河川からの伏流水で江戸時代から続く清酒醸造元が今も良質の酒を作り出している。(2011年現在 市内5蔵元)
- 電照菊の栽培も盛んである。

### 伝統工芸品
- 八女は九州最大の伝統工芸都市である。
- 福島仏壇・八女提灯・石灯籠・和紙・箱雛人形・八女独楽・竹細工など

### 農業
- 福岡八女農業協同組合

## 交通

### 空港
距離的には佐賀空港が最寄りであるが、福岡空港の利用が多い。
市内中心部と空港を直結する公共交通はなく、八女インターチェンジにあるバス停に福岡空港発着の高速バスが停車する。

### 鉄道
現在、市内に鉄道路線はない（歴史的には南筑軌道、黒木軌道、西鉄福島線、国鉄矢部線があった）。
市の最寄駅は筑後市にあるJR羽犬塚駅で、市の中心部の福島から堀川バス（1時間に2本程度）で約20分弱の場所にある。ほかに、西鉄久留米駅およびJR久留米駅（新幹線駅）へは八女市街から西鉄バス（1時間に3 - 5本程度）で30-40分ほどである。

### バス

#### 一般路線バス
市内のバス路線は堀川バスが中心である。主要道路を通って市中心部と旧八女郡部を結ぶものが中心で、堀川バスの路線を中心にコミュニティバス・福祉バスが運行されている。
会社ごとにバス停の位置は異なるが、いずれも土橋交差点そばにある福島バス停を運行の拠点としている。
- 西鉄バス - 子会社の西鉄バス久留米による運行。主に国道3号を経由し、八女市中心部（福島）と久留米市を広川町経由で運行する。行先番号により久留米市街地の経路が異なるが、いずれも八女市内の経路は同じである。かつては八女営業所の南側の旧立花町や、県境をまたいだ先の熊本県山鹿市まで路線が伸びていたが現在は廃止されている。
  - 30・31・32：JR久留米駅 - 市役所前 - 西鉄久留米 - 上津町 - 川瀬 - 福島 - 八女営業所
- 堀川バス - 八女市中心部の福島にバスターミナルを持つ。筑後市と福島・旧黒木町・旧矢部村を結ぶ路線、福島と旧上陽町・旧星野村とを結ぶ路線、旧立花町辺春地区とを結ぶ路線、旧立花町白木地区とを結ぶ路線がある。また県道86号線を通り広川町経由で久留米市と八女市を結ぶ路線もあるが並行する西鉄バスに比べ本数は少ない。
  - 羽犬塚駅 - 蒲原 - 福島 - 後ノ江四ツ角 - 長野 - 黒木 - 矢部
  - JR久留米駅 - 西鉄久留米 - 野中町 - 大学医療センター - 鑓水 - 吉常 - 後ノ江四ツ角 - 福島
  - 福島 - 後ノ江四ツ角 - 長野 - 大瀬 - 上陽町 - 星野村
  - 大瀬 - 納又
  - 福島 - 公立病院 - べんがら村 - 白木
  - 福島 - 兼松 - 山中

#### 高速バス
八女インターチェンジにあるバス停から、福岡空港、福岡市、熊本市、延岡市、宮崎市への高速バスが出ている。
なお、高速道路外の八女市内に停車する高速バスは現在運行されていない。

### 乗合タクシー等
- 八女市予約型乗合タクシー「ふる里タクシー」 - 八女市地域公共交通協議会による堀川バス廃止路線の代替として運行開始したデマンド型交通。マルホタクシー、堀川バス、川島タクシー等が運行を受託。

- - 八女市福祉バス ‐ 2011年4月1日廃止。
  - 黒木町予約バス - 黒木町公共交通協会による堀川バス廃止路線の代替。平成22年11月30日をもって廃止。
  - 星野村ふれあいバス‐星野村から引き継いだ。前述の乗り合いタクシーの運行に伴い、廃止。

### 道路

#### 高速道路
- E3 九州自動車道
  - 八女インターチェンジ

#### 一般国道
- 国道3号
- 国道442号

#### 主要地方道（県道）
- 熊本県道・福岡県道4号玉名八女線
- 福岡県道・熊本県道13号黒木鹿北線
- 佐賀県道・福岡県道15号佐賀八女線
- 福岡県道52号八女香春線
- 福岡県道70号田主丸黒木線
- 福岡県道82号久留米立花線
- 福岡県道84号三潴上陽線
- 福岡県道96号八女瀬高線

## 名所・旧跡・観光スポット・祭事・催事

### 主な史跡・旧跡等
- 岩戸山古墳
- 茶臼塚古墳
- 丸山塚古墳
- 丸山古墳
- 童男山古墳
- 発心城　県史跡
- ダニエルイノウエミュージアム（旧ほたると石橋の館）
- ホタルの里水車公園
- 上陽町ふるさとわらべ館
- 八女福島地区（重要伝統的建造物群保存地区）
- 黒木地区（重要伝統的建造物群保存地区）
- 黒木のフジ（国の天然記念物）
- 平和の塔 - 旧星野村。日本各地で点火されている原爆の火の元火は星野村にある。星野村出身の人物が原爆投下後の広島へ入市し、親戚の本屋でくすぶっていた火を懐炉に入れて持ち帰ったことが起源とされる。詳しくは平和の灯 (広島市)#原爆の日を参照。

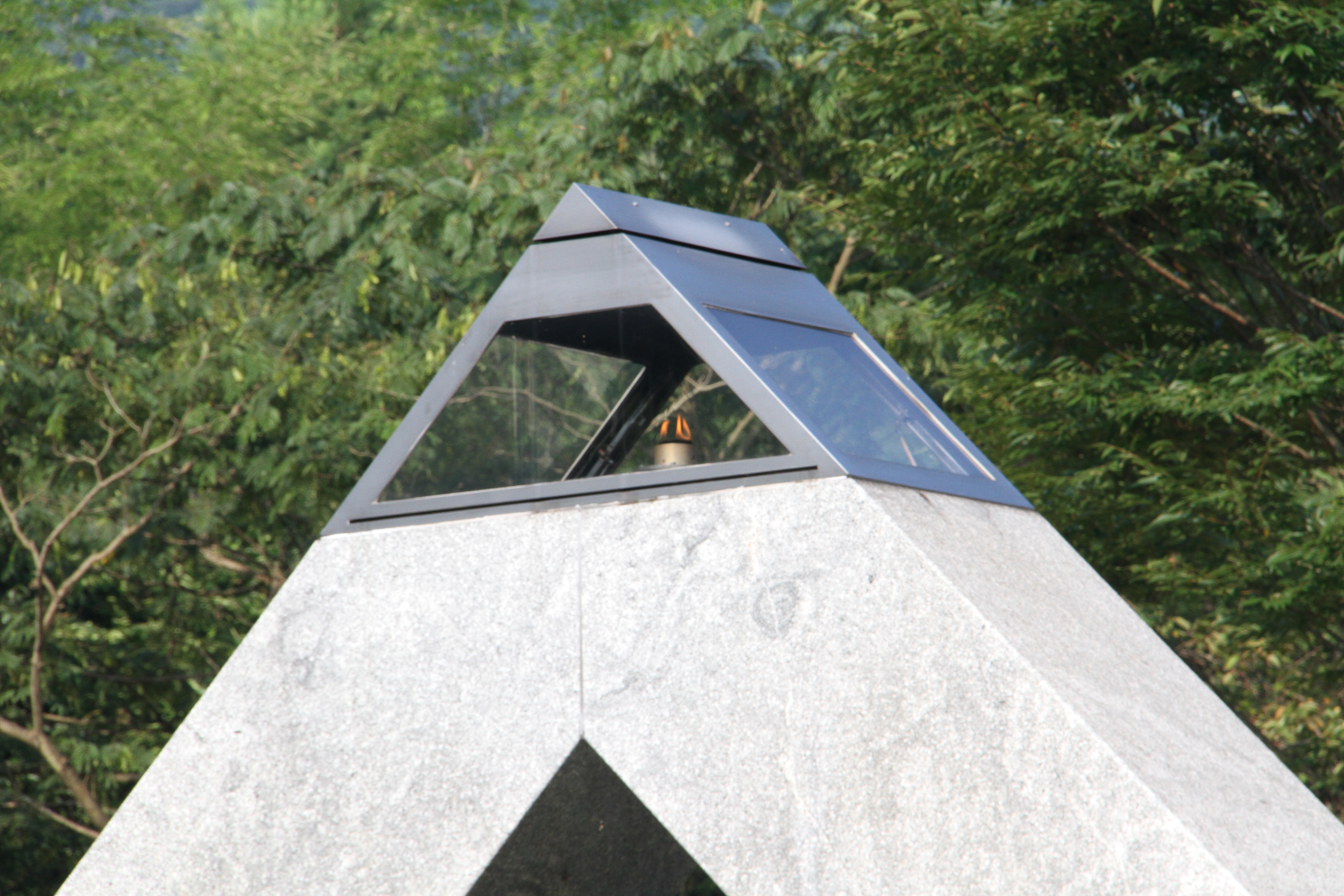

- 岡山飛行場（筑後飛行場）跡

### 観光
- 和紙作り体験
- 八女中央大茶園 - 八女市本。
- 日向神峡 - 八女市矢部村北矢部。
- べんがら村 - 八女市宮野。
- 八女伝統工芸館 - 本町。
- あじさい街道 - 黒木町木屋。グリーンピア八女。

### 祭り
- 3月　雛の里・八女ぼんぼんまつり
- 4月　トンネル藤まつり
- 8月　矢部川物語(花火大会)
- 9月　あかりとちゃっぽんぽん(福島八幡宮放生会・福島灯篭人形)
- 11月　八女福島白壁ギャラリー、八女上陽まつり（全日本きんま選手権）、八女星野まつり（九州和太鼓フェスティバル）

## 文化財[9]

### 名勝
市指定名勝
- 合瀬耳納峠 - 八女市星野村。
- 池の山 - 八女市星野村。
- 室山 - 室山熊野神社。八女市星野村

### 天然記念物
国の天然記念物
- 黒木のフジ - 黒木町黒木（素戔嗚神社境内）。樹齢約630年。

県指定天然記念物
- 鈍土羅のクス - 馬場（熊野神社境内）。樹齢推定300年以上。
- 南馬場の大クス - 馬場（熊野速玉神社境内）。
- 天福寺のボダイジュ - 馬場（天福寺境内）。
- 山内のチシャノキ - 山内（祇園神社境内）。
- 轟区のビャクシン - 上陽町（轟観音堂境内）。光遠木。樹齢推定460年。
- 霊巌寺の奇岩 - 黒木町笠原。
- 津江神社の大クス - 黒木町本分（津江神社境内）。
- 荒谷のカエデ - 黒木町北木屋。
- 空室のカツラ - 黒木町北大淵。樹齢推定600年。
- 円福寺のビャクシン - 立花町上辺春（円福寺境内）。
- 桁山のカヤの木 - 星野村。
- 室山熊野神社のスギ - 星野村（室山熊野神社）。
- 麻生池のオグラコウホネ自生池 - 星野村。

市指定天然記念物
- 山内天満宮の大樟 - 八女市山内。樹齢推定によれば伝承800年。
- 無量寿院のケヤキ - 本町（無量寿院境内）。樹齢400年以上。
- 宅間田天満宮のイヌマキ - 宅間田（宅間田天満宮境内）。
- 大梅のヤマツバキ - 黒木町木屋（大梅天満宮境内）。樹齢350年。
- 釜屋神社のクス - 黒木町湯辺田。
- 山中渓谷の重箱岩 - 黒木町木屋。
- 光善寺のシダレザクラ - 黒木町木屋（光善寺境内）。
- 高樹神社のキンモクセイ - 星野村（高樹神社境内）。
- 権現杉 - 矢部村北矢部（八女津媛神社境内）。

## 八女市出身の有名人
- 江田康幸（衆議院議員）
- 杉本章子（直木賞作家) (1953～2015)
- 小島直記（作家) (1919～2008)
- 中薗英助（作家) (1920～2002)
- 小島英記（小島英煕とも、作家）
- 安部龍太郎（小説家）
- 龍源齋大峰（書家）
- 安達弘記（洋画家）
- 吉田民尚（画家）
- 石橋忍月（文芸評論家) (1865～1926)
- 山田芳子（ソプラノ歌手）
- 三浦宣明（合唱指揮者）
- 内野健一（九州大学大学院工学研究院教授、安全功労者内閣総理大臣賞受賞者）
- 大月敏雄 （建築計画学者）
- 川口憲史（元プロ野球選手、東北楽天ゴールデンイーグルス）
- 大塚尚仁（元プロ野球選手、東北楽天ゴールデンイーグルス）
- 谷川昌希（プロ野球選手、阪神タイガース）
- 田中佑昌（元サッカー選手、カターレ富山所属）
- 高橋大輔（元サッカー選手、セレッソ大阪コーチ）
- 高橋祐太郎（元サッカー選手、V・ファーレン長崎）
- タコスキッド（プロレスラー）
- 馬場ゆかり（プロゴルファー）
- ダニー馬場（ゴスペル・ソウルシンガー）
- 黒木瞳（女優・元宝塚歌劇団月組トップ娘役）
- 揚羽空右エ門（力士）
- 中島信也（CMディレクター）
- 馬場能久（右翼活動家、維新政党・新風福岡県本部代表）
- 馬場元二（経済学者）(1919～2015)
- 平田崇昭（競輪選手）
- 古賀辰四郎（実業家）(1856～1918)
- 甲斐田啓二（実業家）
- 堀江貴文（実業家、YouTuber）
- 馬場稔正（実業家、MRT上場企業社長、2016年第一回ジャパンヘルスケビジネスコンテスト優勝）
- 橋本和（声優）
- 赤木良次（元俳優)
- 山口智（お笑い芸人、クレヨン）
- 太田江莉奈（タレント）
- 中村安里（FBS福岡放送アナウンサー、元高知さんさんテレビアナウンサー）
- 堺田輝也（農林水産省大臣官房技術総括審議官、農林水産技術会議事務局長）[10]

## ゆかりの人物
- 新庄剛志（元プロ野球選手、西日本短期大学附属高等学校卒）
- 田中麗奈（女優、西日本短期大学附属高等学校卒）
- 服部征夫(政治家、東京都台東区長。元台東区議会議員、元東京都議会議員。出生地は埼玉県羽生市。父親は八女市出身で、元八女市長の服部寅雄。中学から、高校を卒業するまで、当市で育った。)
- 川崎洋（詩人）疎開で八女へ　旧制八女中卒業 (1930～2004)
- 五木寛之（直木賞作家）満州より引き揚げ　旧制八女中・福島高等学校卒業
- 山本健吉（文芸評論家）八女市無量寿院の石橋家の墓に眠る　八女市立図書館に山本健吉資料室がある。 (1907～1988)
- 石橋秀野（俳人）八女市無量寿院の石橋家の墓に眠る　八女市の「堺屋」に山本健吉との夫婦句碑が建立されている。 (1909～1947)
- 安達阿記子（ゴールボール選手）八女市民栄誉賞受賞　母親が八女市出身　八女市に在住していた時期がある
- ダニエル・イノウエ（アメリカ合衆国の政治家）両親が八女市出身 (1924～2012)
- 栗原小巻（女優）演出家で父親の栗原一登（1910～1994）が旧矢部村出身
- 田中裕二 (お笑い芸人)（お笑い芸人、爆笑問題）本人は東京都出身だが、母親は八女市出身

## 電話
市外局番は0943（八女MA）

## ギャラリー
- 八女福島地区の街並み
- ほたると石橋の館（八女市上陽町）
- 八女市黒木地区の街並み
- 八女黒木大藤まつり（八女市黒木町）
- お茶の里記念館（八女市黒木町。奥手に見えるのは霊巌寺の珍岩）
- 日向神峡の蹴洞岩（八女市矢部村）
- 岩戸山古墳
- 筑後福島駅跡のトンネル藤
- べんがら村
- 松延家住宅